# Langen (Hess) (stacja kolejowa)
Langen (Hess) (niem.: Bahnhof Langen (Hess)) – stacja kolejowa w Langen, w regionie Hesja, w Niemczech. Znajduje się na linii Main-Neckar-Eisenbahn i jest obsługiwana przez pociągi S-Bahn. Budynek dworca jest chronionym prawnie zabytkiem.
Według klasyfikacji Deutsche Bahn posiada kategorię 4.

## Historia
Stacja została otwarta w 1846 roku jako część Main-Neckar-Eisenbahn. W dniu 22 czerwca 1846 roku pierwszy odcinek między Langen, Darmstadt i Heppenheim otwarto do eksploatacji, natomiast odcinek do Frankfurtu otwarto w dniu 16 lipca 1846. W ramach budowy linii S-Bahn z Frankfurtu do Darmstadt, 2 czerwca 1997 została otwarta ponownie po dużej przebudowie. Od tego czasu ma trzy perony i 4 tory pasażerskie. W 2012 roku perony stacji zostały odnowione.
Na dworcu jest od 2009 roku 82 m² ServiceStore Deutsche Bahn, który jest obsługiwany przez franczyzobiorcę. Dawna sala biletowa jest zamknięta. Stacja posiada 361 miejsc parkingowych, w tym 50 miejsc dla rowerów.

## Linie kolejowe
- Main-Neckar-Eisenbahn